# آنتونیو پالمبو
آنتونیو پالمبو (انگلیسی: Antonio Palumbo؛ زادهٔ ۶ اوت ۱۹۹۶) بازیکن فوتبال اهل ایتالیا است.
از باشگاه‌هایی که در آن بازی کرده‌است می‌توان به باشگاه فوتبال سمپدوریا و باشگاه فوتبال ترنانا اشاره کرد.